# Tomasz Gruszczyński
Tomasz Gruszczyński (* 4. Dezember 1980 in Wałbrzych, Polen; auch Thomas Gruszczynski) ist ein ehemaliger polnischer Fußballspieler, der auch die französische Staatsbürgerschaft besitzt.

## Karriere
Gruszczyński war nie Polen aktiv und spielte in seiner Jugend bei einigen Provinzvereinen in Frankreich, bevor er 1999 zum FC Metz wechselte. Hier kam er allerdings nur in der Jugend und der Reservemannschaft zum Einsatz. 2002 wechselte er dann nach Luxemburg zum F91 Düdelingen. Hier konnte er sich auf Anhieb als Stammspieler etablieren und konnte mit der Mannschaft mehrere Meisterschaften und Pokalsiege erringen und war jahrelang bester Torjäger des Klubs (116 Tore in 191 Spielen). Zur Rückrunde der Saison 2011/12 wechselte Tomasz Gruszczyński zum CSO Amnéville in die vierte französische Liga. Hier konnte er in 13 Spiele 4 Tore erzielen. Zur Saison 2012/13 wechselte er allerdings wieder zurück nach Luxemburg zum FC Progrès Niederkorn. Für seinen neuen Klub erzielte er in 17 Ligaspielen 4 Tore und verließ diesen am Saisonende. Mit 120 Toren in 208 Ligaspielen gehört er, zu einem der torgefährlichsten Spielern der luxemburgischen Nationaldivision aller Zeiten. Nachdem Tomasz Gruszczyński ein halbes Jahr vereinslos war, unterschrieb er zur Rückrunde der Saison 2013/2014 einen Vertrag beim französischen Amateurklub FC Thionville und beendete dann sechs Monate später seine aktive Karriere.

## Erfolge
- Luxemburgischer Meister: 2005, 2006, 2007, 2008, 2009, 2011, 2012
- Luxemburgischer Pokalsieger: 2004, 2006, 2007, 2009, 2012